# Bocholtz (Adelsgeschlecht)

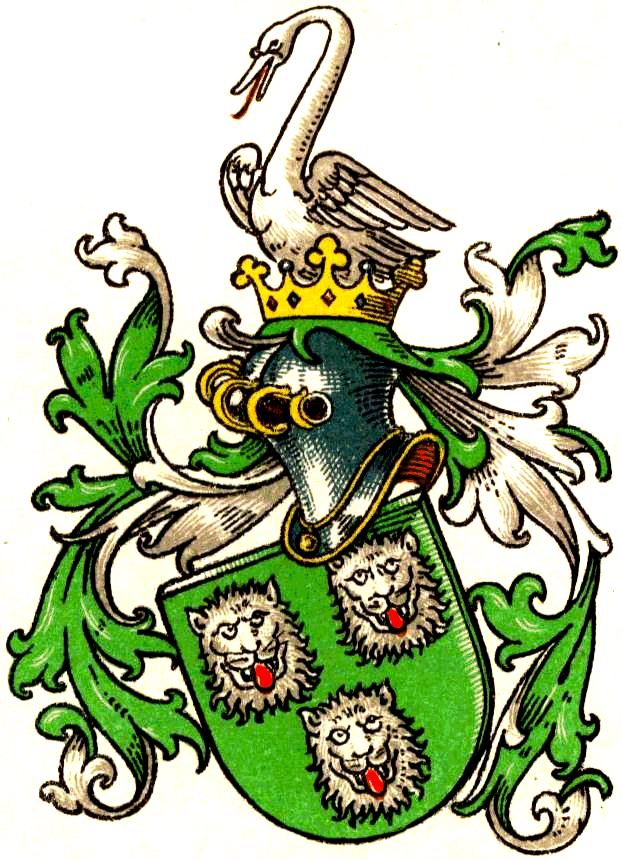
Stammwappen derer von Bocholtz

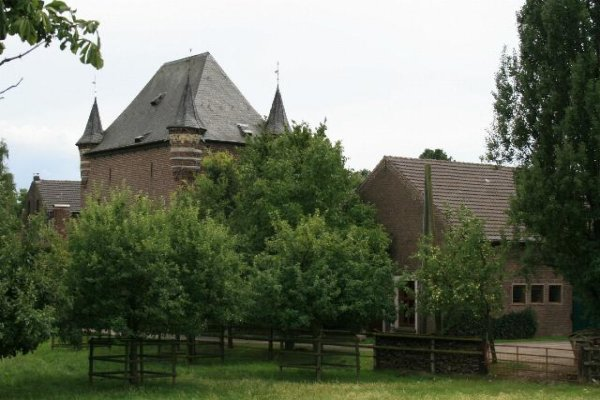
Burg Bocholt

Bocholtz (auch Bucholtz) ist der Name eines alten niederrheinischen Adelsgeschlechts. Der Stammsitz der Herren von Bocholtz war die gleichnamige Burg Bocholt in Lobberich, heute ein Stadtteil von Nettetal im Kreis Viersen.
Das hier behandelte niederrheinische Geschlecht ist zu unterscheiden von den kurländisch-preußischen Buchholtz und den westfälischen Bocholtz.

## Geschichte
Als einer der ersten Vertreter des Geschlechts erscheint Wibracht de Bocholte in den Jahren 1127 und 1131 urkundlich. Er war Ministerialer und Lehensmann der Grafen von Geldern. Die ununterbrochene Stammreihe beginnt im 14. Jahrhundert.
Schon früh bildeten sich zwei Stämme, die sich vor allem in niederrheinischen Gebieten ansiedelten. Ein Stamm behielt den Stammsitz Burg Bocholtz bis in das 18. Jahrhundert und bildete die Äste zu Waldniel, Lüttelforst, Busch und Ingenraed bei Wachtendonk. Zum zweiten Stamm gehörten unter anderem die Linien auf Burg Ingenhoven im Nettetaler Stadtteil Lobberich, Broeck, Horst und Tongerlo. Die Hauptlinie Bocholtz zu Ingenhoven erlosch im 18. Jahrhundert. Ebenso die Linie zu Broeck bzw. Orey.
Reinhard von Bocholtz aus dem Haus Ingenhoven war von 1555 bis 1585 Fürstabt im Kloster Corvey. Im Jahre 1575 heiratete Dietrich von Bocholtz aus dem Haus Ingenhoven Elisabeth von Hörde, Erbin von Schloss Störmede. Durch diese Verbindung gelangten die Bocholtz nach Westfalen. An diese Linie fielen während des 18. Jahrhunderts noch weitere Besitzungen, so unter anderem Alme bei Brilon durch die Heirat des Stammhalters mit der Erbtochter des Geschlechts von Meschede. Von 1687 bis 1820 war Schloss Henneckenrode bei Hildesheim im Besitz der Familie.
Nach einer Verbindung der Erbtochter der westfälischen Linie der Asseburg 1793 kamen auch deren Güter Hinnenburg bei Brakel und Wallhausen am Kyffhäuser dazu; seit 1803 hieß diese Linie Grafen von Bocholtz-Asseburg.
Die Söhne des im Jahre 1803 in den preußischen Grafenstand erhobenen Freiherren Theodor Werner von Bocholtz zu Alme, der Freiherrentitel wurde gewohnheitsrechtlich schon länger getragen, bildeten zwei weitere Äste. Der ältere auf Alme trug seit 1793 den Namen Bocholtz-Meschede und der jüngere auf Hinnenburg den Namen Bocholtz-Asseburg.

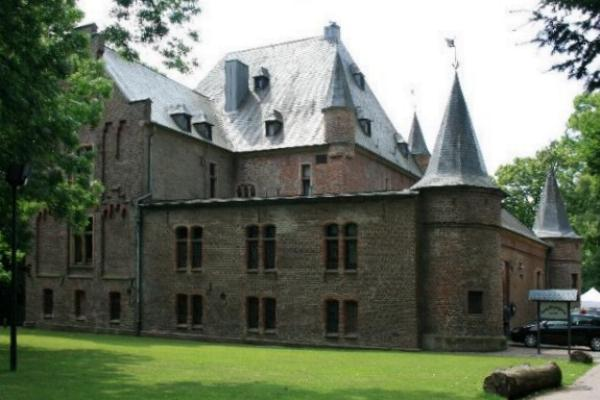
Burg Ingenhoven
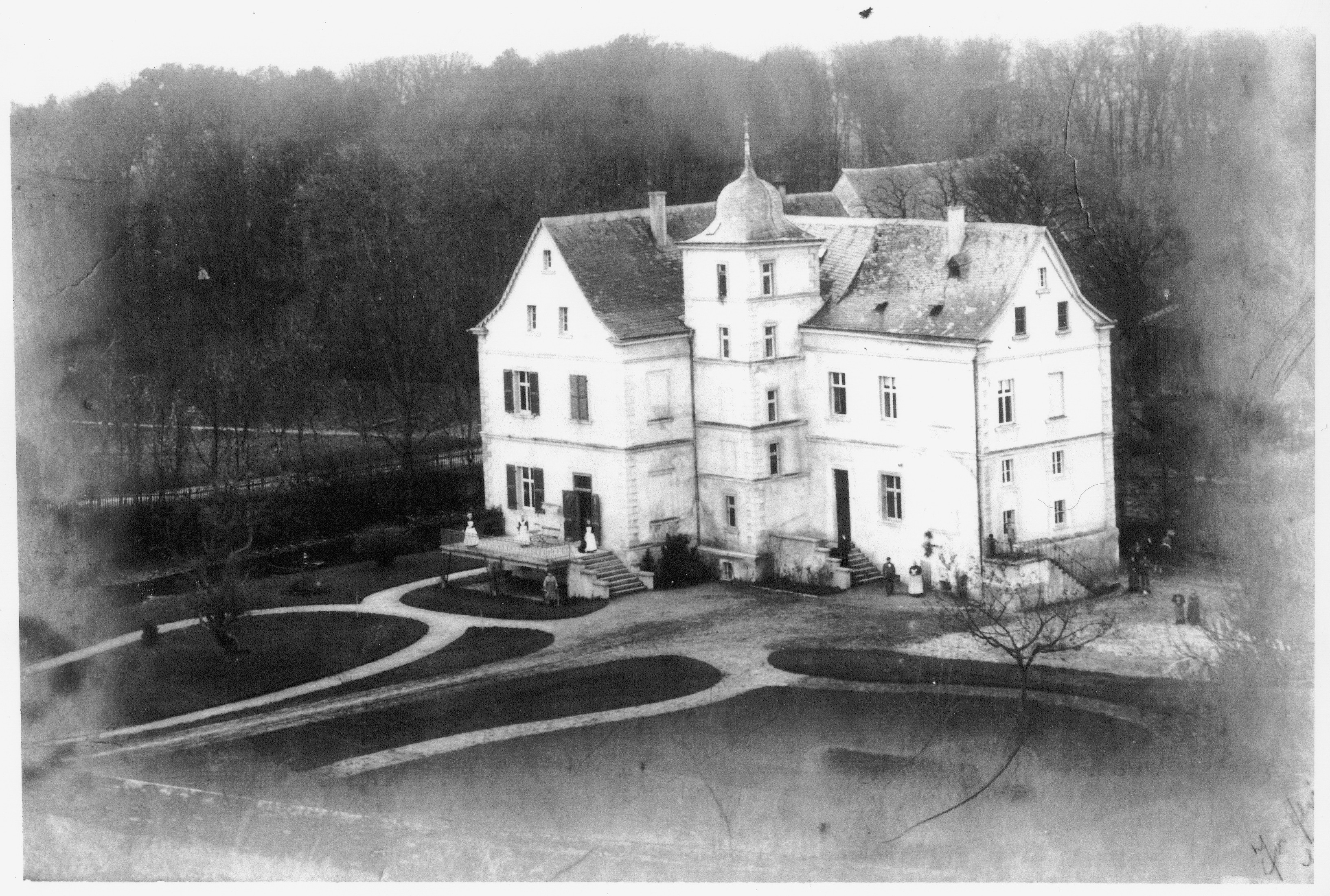
Schloss Störmede (um 1900)
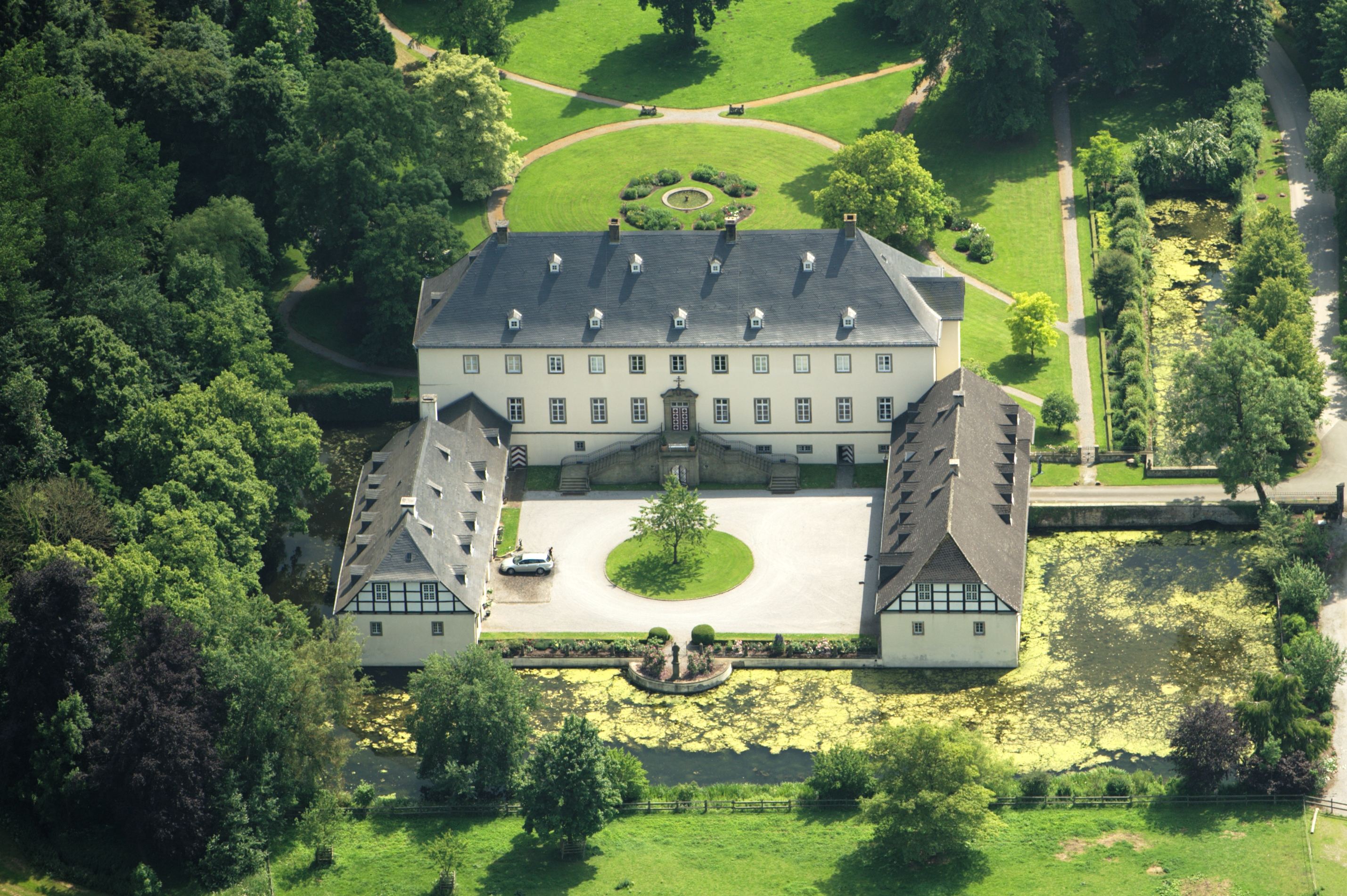
Schloss Alme
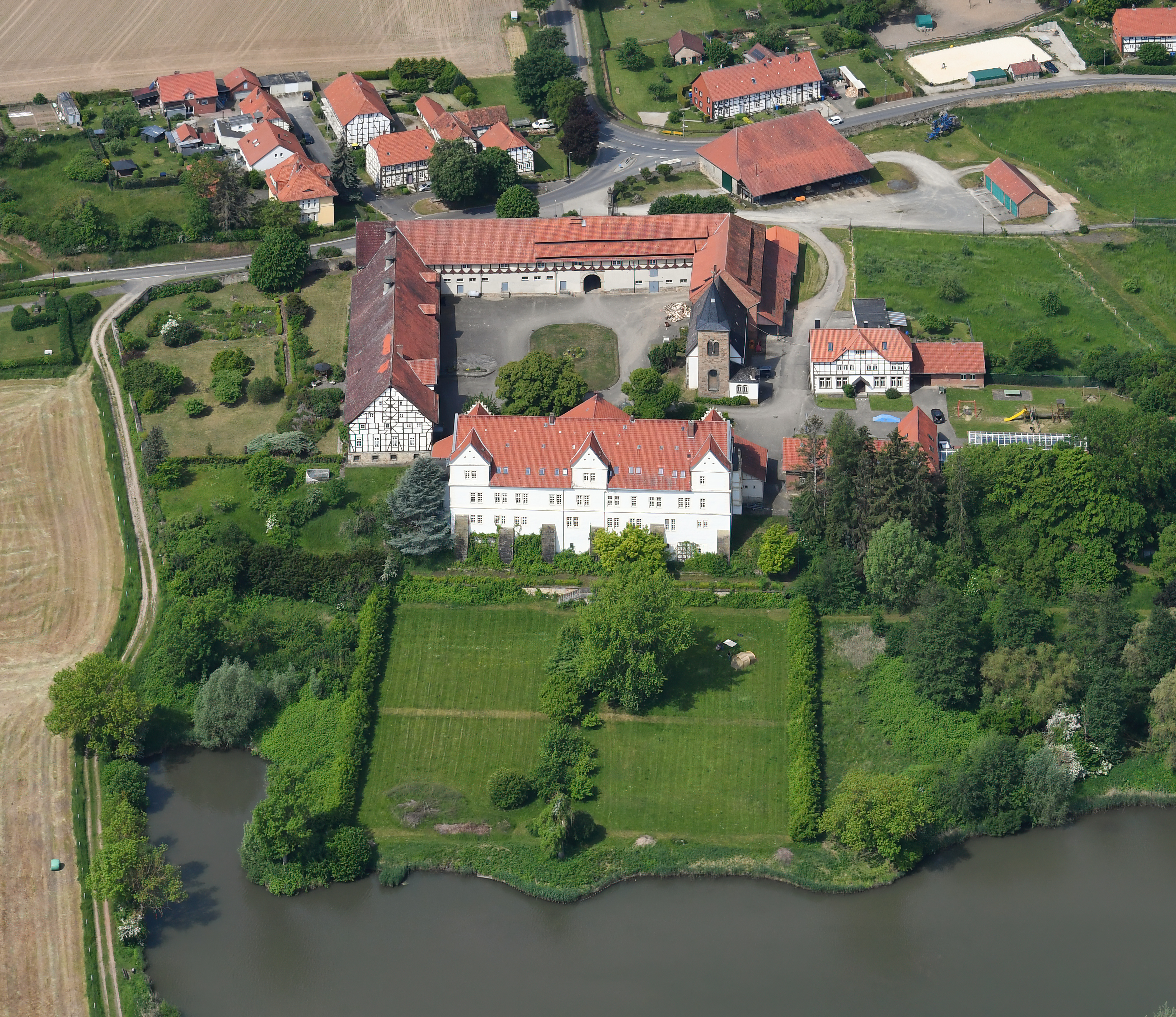
Schloss Henneckenrode
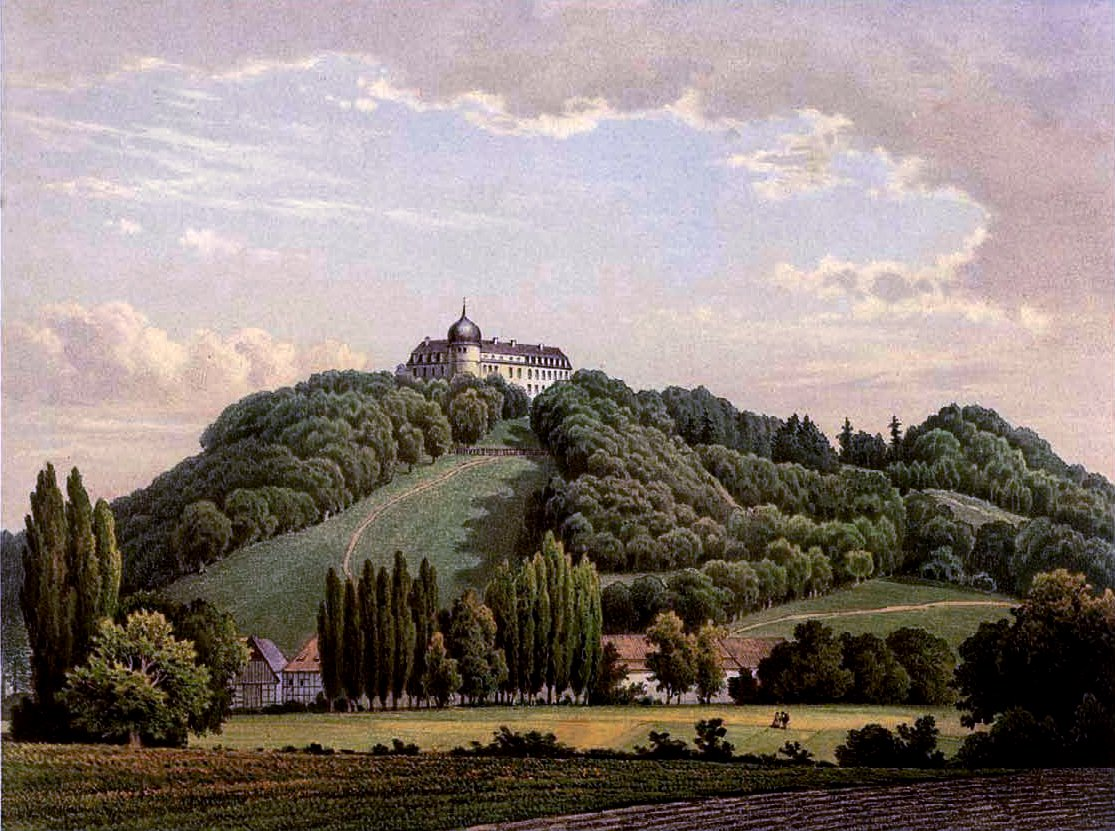
Schloss Hinnenburg

## Wappen
Das Stammwappen zeigt in Grün drei (2:1) silberne Leopardenköpfe mit ausschlagender roter Zunge. Auf dem Helm mit grün-silbernen Decken ein silberner Schwanenhals.

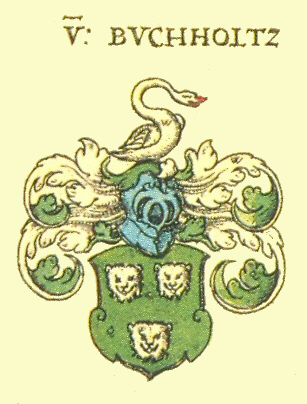
Wappen derer von Bocholtz in Siebmachers Wappenbuch von 1605
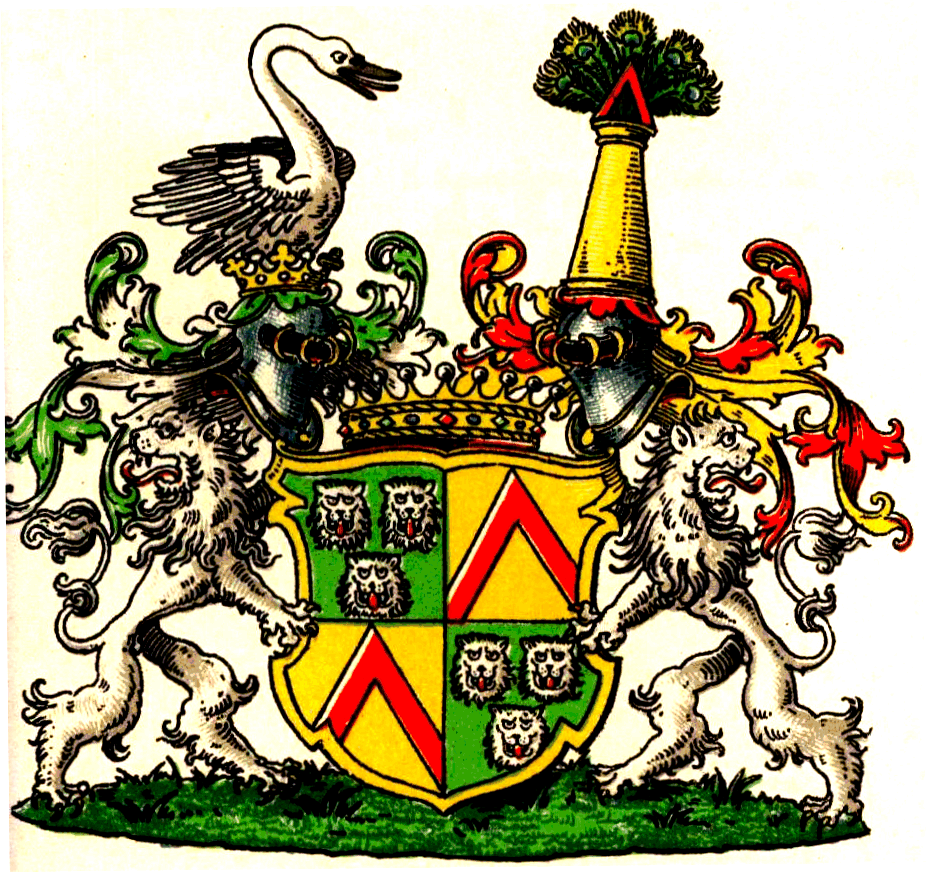
Wappen der Grafen von Bocholtz-Alme
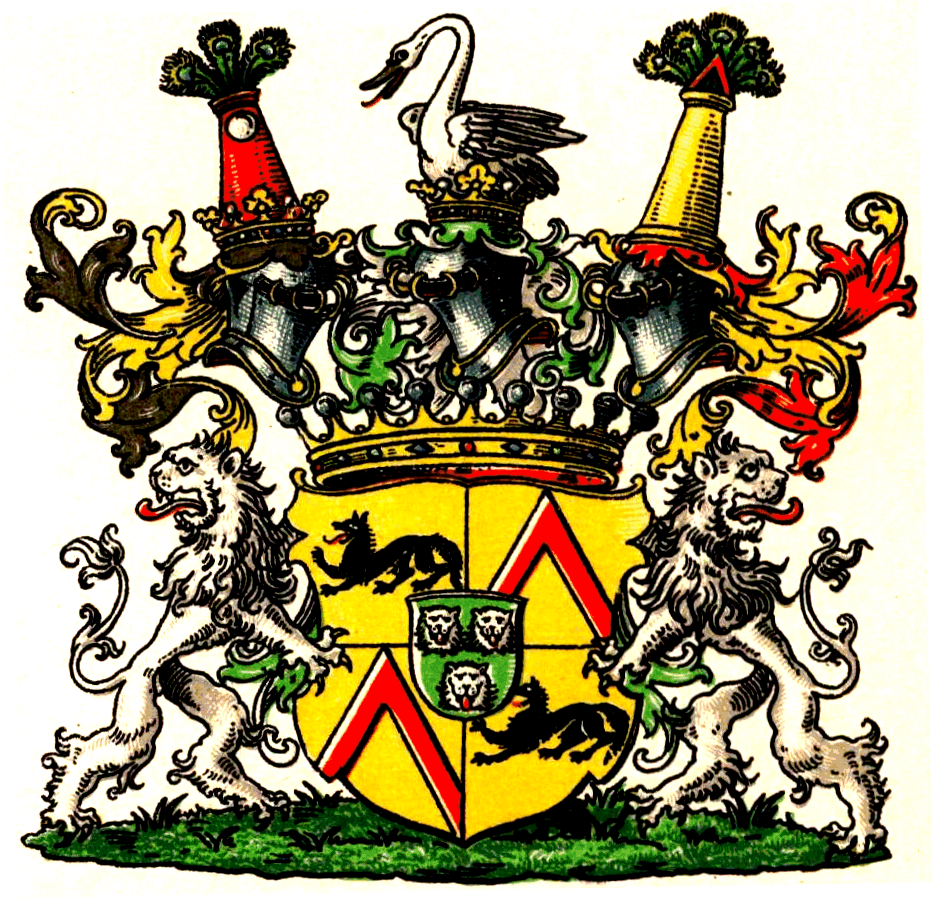
Wappen der Grafen von Bocholtz-Asseburg

## Bekannte Namensträger
- Wilhelm von Bocholtz, Domherr in Münster
- Reiner von Bocholtz († 1585), Abt des Klosters Corvey
- Arnold Udalrich von Bocholtz (um 1600–vor 1651), Domherr in Münster
- Temmo von Bocholtz († 1626), Subdiakon und Domherr in verschiedenen Bistümern
- Arnold von Bocholtz († 1632), Vizedominus und Domherr in verschiedenen Bistümern
- Ferdinand von Bocholtz († 1669), Vizedominus und Domherr in Münster
- Elisabeth von Bocholtz, Kellermeisterin und 1672 bis 1714 Äbtissin des Zisterzienserinnenklosters Dalheim gen. Himmelstal, heute Ortsteil von Wegberg
- Edmund Gottfried von Bocholtz († 1690), ab 1657 Landkommandant der Kommende Alden Biesen
- Ferdinand Wilhelm von Bocholtz zu Störmede und Henneckenrode († 1784), Domherr in Münster und Hildesheim
- Theodor Werner von Bocholtz (1743–1822), Dompropst in Paderborn und Domherr in verschiedenen Bistümern
- Hermann von Bocholtz-Asseburg (1770–1849), deutscher Fideikommissherr und Parlamentarier
- Dieterich von Bocholtz (1797–1861), Herr auf Niesen und Alme
- Diederich von Bocholtz-Asseburg (1812–1892), Mitglied des Preußischen Herrenhauses
- Wilhelm von Bocholtz-Meschede (1833–1890), westfälischer Rittergutsbesitzer sowie Mitglied des Reichstags des Norddeutschen Bundes und des Zollparlaments